# ويليام شافر
ويليام رونالد شافر (بالإنجليزية: William Ronald Schafer)‏ (من مواليد 29 أغسطس 1964) هو عالم أعصاب ووراثة قدّم مساهمات مهمة لفهم الأساس الجزيئي والعصبي للسلوك.

## الحياة المهنية
في عام 2020 تم انتخابه زميلاً في الجمعية الملكية.